# Baby Shark
Pour la série télévisée, voir Baby Shark : l'aventure sous l'eau.

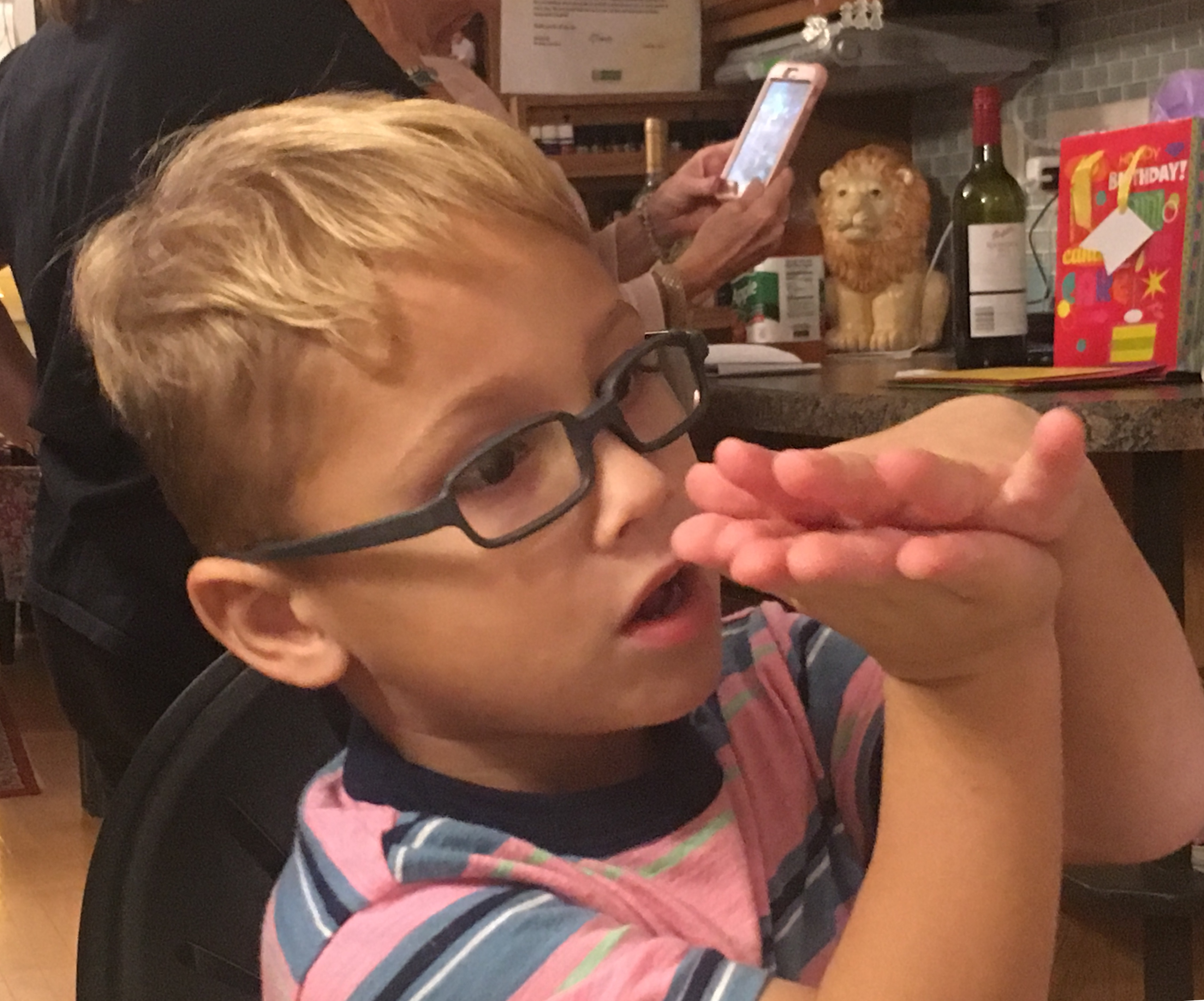
Un jeune garçon faisant la danse Baby Shark identifiable par ses mains imitant la bouche d'un requin.

Baby Shark (« bébé requin ») est une chanson enfantine au sujet d'une famille de requins, qui a connu un succès viral sur les réseaux sociaux.
En 2022, la version lancée par la chaîne YouTube Pinkfong est la première vidéo YouTube à dépasser les 10 milliards de vues, et a atteint la première place des vidéos YouTube les plus populaires. Elle comptabilise fin août 2024 plus de 15 milliards de vues.

## Histoire
En 2007, une chanson dénommée Baby Shark est mentionnée dans un livre des camps musicaux américains, remontant au début du XXe siècle.
En janvier 2013, Baby Shark est produite par la musicienne Malicia Darkwave dans une version dark electro (Album Vocal Intrusion, Believe Digital).
La chanson est devenu un « défi » sur internet lorsque les gens se sont filmés en train de reproduire les mouvements simples de danse associés à la chanson. Le défi s'est greffé sur un autre défi, le défi « In My Feelings », qui consiste à sortir de sa voiture en mouvement en dansant, et dont les médias ont averti qu'il pouvait être dangereux,,.
En 2019, en diffusant le morceau en boucle dans les zones pavillonnaires de West Palm Beach à Miami, le maire Keith James a pour but de faire fuir les SDF de sa ville. Il a choisi ce titre ainsi que d'autres chansons enfantines à succès, car selon lui « plus vous les écoutez en boucle », plus elles « deviennent insupportables ».

### Version Pinkfong
Il existe beaucoup de versions de la chanson, mais c'est la version produite par Pinkfong qui la popularise. Pinkfong est une marque éducationnelle détenue par SmartStudy, une société de médias basée à Séoul, en Corée du Sud. La mascotte éponyme, un renard rose, est décrite comme « un prince adorable de la planète Staria avec une curiosité illimitée ». La chaîne Youtube Pinkfong est suivie par plus de 45 millions d'abonnés et publie régulièrement des vidéos pour les enfants, dont les chansons leur permettent de chanter et comportent des animations colorées attractives, afin d'améliorer l'éducation et le développement de la parole.
Cette version mise en ligne en coréen : 상어 가족 (Sang-eo Gajok, littéralement « famille de requins »), sort le 25 novembre 2015 sur YouTube et cumule plus de 130 millions de vues à partir de septembre 2018. La vidéo est suivie par une version dance sortie le 17 juin 2016.
En 2017, Baby Shark renforce sa popularité en devenant une vidéo virale en Indonésie. Au cours de toute l'année 2017, sa popularité s'étend à beaucoup d'autres pays d'Asie, surtout ceux d'Asie du Sud-Est. En 2020 la version dance de Baby Shark cumule plus de 7 milliards de vues et devient la vidéo la plus visionnée de YouTube. L'appli basée sur la chanson est parmi les top 10 des applications les plus téléchargées pour familles en Corée du Sud, au Bangladesh, à Singapour, à Hong Kong et en Indonésie.
Grâce à sa popularité, Baby Shark engendre une mode de danse en ligne, appelée le Baby Shark Challenge, qui est cité comme « la prochaine nouveauté après la domination de Gangnam Style ». Plusieurs groupes K-pop, notamment Girls' Generation, Red Velvet et Blackpink sont crédités de la diffusion du Baby Shark par leurs reprises de la chanson et de la danse, spécifiquement pendant leurs performances à la télé et durant leurs concerts.
Après août 2018, la chanson recueille une popularité inattendue en Occident. Au Royaume-Uni en particulier, elle tient la 32e place sur le UK Singles Chart. Il est rare qu'une chanson partie d'internet puisse arriver dans les charts, mais la chanson a plusieurs atouts : les paroles sont très simples, la répétition constitue une bonne accroche, et le « do, do, do, do, do, do » est un langage international, universellement compréhensible, analyse la compositrice Jin Jin.
En novembre 2020, Baby Shark devient la vidéo la plus regardée sur YouTube avec plus de 8 milliards de visionnages. Une série d'animation Baby Shark : l'aventure sous l'eau basée sur la chanson débute sa diffusion la même année.
Le 13 janvier 2022, Baby Shark atteint les 10 milliards de vues sur YouTube,. La vidéo comptabilise plus de 15 milliards de vues en 2025.